# Corendon-Circus/Saison 2018
Dieser Artikel listet Erfolge und Fahrer des Radsportteams Corendon-Circus in der Saison 2018 auf.

## Erfolge in der UCI Europe Tour
Bei den Rennen der UCI Europe Tour im Jahr 2018 gelangen dem Team nachstehende Erfolge.
| Datum             | Rennen                              | Kat. | Fahrer               |
| ----------------- | ----------------------------------- | ---- | -------------------- |
| 1. Juni           | 1. Etappe Boucles de la Mayenne     | 2.1  | Mathieu van der Poel |
| 31. Mai – 3. Juni | Gesamtwertung Boucles de la Mayenne | 2.1  | Mathieu van der Poel |
| 10. Juni          | Ronde van Limburg                   | 1.1  | Mathieu van der Poel |
| 2. August         | 1. Etappe Tour Alsace               | 2.2  | David van der Poel   |
| 16. August        | 1. Etappe Arctic Race of Norway     | 2.HC | Mathieu van der Poel |
| 18. August        | 3. Etappe Arctic Race of Norway     | 2.HC | Adam Ťoupalík        |
| 19. August        | 4. Etappe Arctic Race of Norway     | 2.HC | Mathieu van der Poel |

## Erfolge in den Nationalen Straßen-Radsportmeisterschaften
Bei den Rennen der Nationalen Straßen-Radsportmeisterschaften 2018 konnte das Team nachstehende Titel erringen.
| Datum   | Rennen                                        | Sieger               |
| ------- | --------------------------------------------- | -------------------- |
| 1. Juli | Niederländische Meisterschaft – Straßenrennen | Mathieu van der Poel |